# Кјанкицо I (Бриндизи)
Кјанкицо I (итал. Chianchizzo I) је насеље у Италији у округу Бриндизи, региону Апулија.
Према процени из 2011. у насељу је живело 196 становника. Насеље се налази на надморској висини од 189 м.